# Ferhat Saglam
Ferhat Saglam (* 10. října 2001) je lichtenštejnský fotbalista, který hraje na pozici křídla za klub FC Vaduz a lichtenštejnský národní tým.

## Klubová kariéra
Saglam byl mládežnickým hráčem Vaduzu, než v roce 2018 postoupil do seniorského týmu, kde v letech 2018 až 2022 odehrál několik zápasů v Challenge League. Nějaký čas strávil také na hostování v Balzers a na krátkou dobu podepsal smlouvu s Kriens, než v srpnu 2022 přestoupil na volný přestup do klubu USV Eschen/Mauren.
Saglam se pak v létě 2023 vrátil zpět do Vaduzu.

## Reprezentační kariéra
Za Lichtenštejnsko debutoval 17. června 2023 v kvalifikačním zápase na Mistrovství Evropy ve fotbale 2024 proti Lucembursku.

## Statistiky

### Reprezentační
Platí k zápasu hranému 9. června 2024.
| Lichtenštejnsko | Lichtenštejnsko | Lichtenštejnsko |
| Rok             | Zápasy          | Góly            |
| --------------- | --------------- | --------------- |
| 2023            | 4               | 0               |
| 2024            | 4               | 0               |
| Celkově         | 8               | 0               |